# Marcel Vandernotte
Marcel Henri Vandernotte (* 29. Juli 1909 in Nantes; † 15. Dezember 1993 ebenda) war ein französischer Ruderer.

## Biografie
Marcel Vandernotte trat bei den Olympischen Sommerspielen 1932 in Los Angeles zusammen mit seinem Bruder Fernand Vandernotte im Zweier ohne Steuermann an. Jedoch schieden sie bereits im Vorlauf aus. Bei den Europameisterschaften 1933 gewann das Bruderpaar im Zweier mit Steuermann die Bronzemedaille und 1934 in Luzern holte es im Vierer mit Steuermann die Silbermedaille.
Auch bei den Olympischen Sommerspielen 1936 in Berlin startete Marcel erneut mit seinem Bruder. Dieses Mal jedoch zusammen mit Jean Cosmat und Marcel Chauvigné im Vierer mit Steuermann. Als Steuermann fungierte dabei Fernands zwölfjähriger Sohn Noël. Die Besatzung gewann hinter dem deutschen und dem Schweizer Boot die Bronzemedaille.